# Monophlebus fabricii
Monophlebus fabricii är en insektsart som beskrevs av John Obadiah Westwood 1845. Monophlebus fabricii ingår i släktet Monophlebus och familjen pärlsköldlöss. Inga underarter finns listade i Catalogue of Life.